# David Achucarro
David Eduardo Achucarro Trinidad (Buenos Aires, 5 gennaio 1991) è un calciatore argentino, difensore del Talleres (RdE).

## Carriera

### Club
Ha giocato nella massima serie dei campionati argentino, colombiano e cileno, e nella seconda divisione argentina.

## Palmarès

### Club

#### Competizioni nazionali
- Campionato argentino: 1

Boca Juniors: Apertura 2011